# Svojšice (Příbram)
Svojšice è un comune della Repubblica Ceca facente parte del distretto di Příbram, in Boemia Centrale.